# Dolichopeza gracilis
Dolichopeza gracilis är en tvåvingeart som beskrevs av De Meijere 1911. Dolichopeza gracilis ingår i släktet Dolichopeza och familjen storharkrankar. Inga underarter finns listade i Catalogue of Life.